# Together Brothers
Together Brothers is een muziekalbum van het Love Unlimited Orchestra onder leiding van Barry White uit 1974.
Het album is op een paar uitzonderingen na instrumentaal en bijna programmatisch van aard. Dit omdat het dan ook een soundtrack is van een film. Verschillende muziekstijlen worden gemengd.

## Tracklist
1. Somebody's Gonna off the Man
2. So Nice to Hear
3. Alive and Well
4. Find the Man Bros.
5. You Gotta Case
6. Killer's Lullaby
7. Theme from Together Brothers
8. Getaway
9. People of Tomorrow are the Children of Today
10. Somebody's Gonna off the Man
11. Rip
12. Stick Up
13. Dreamin'
14. Killer's Back
15. Do Drop In
16. Killer Don't do It
17. Here Comes the Man
18. Dream On
19. Honey Please, Can't Ya See
20. Can't Seem to Find Him
21. People of Tomorrow are the Children of Today